# Deutzianthus thyrsiflorus
Deutzianthus thyrsiflorus là một loài thực vật có hoa trong họ Đại kích. Loài này được (Airy Shaw) G.L.Webster mô tả khoa học đầu tiên năm 1994.